# صاریغ باریک‌اندام برزیلی
صاریغ باریک‌اندام برزیلی (نام علمی: Gracilinanus microtarsus) نام یک گونه از سرده صاریغ‌های باریک‌اندام است.